# Nazanin Boniadi

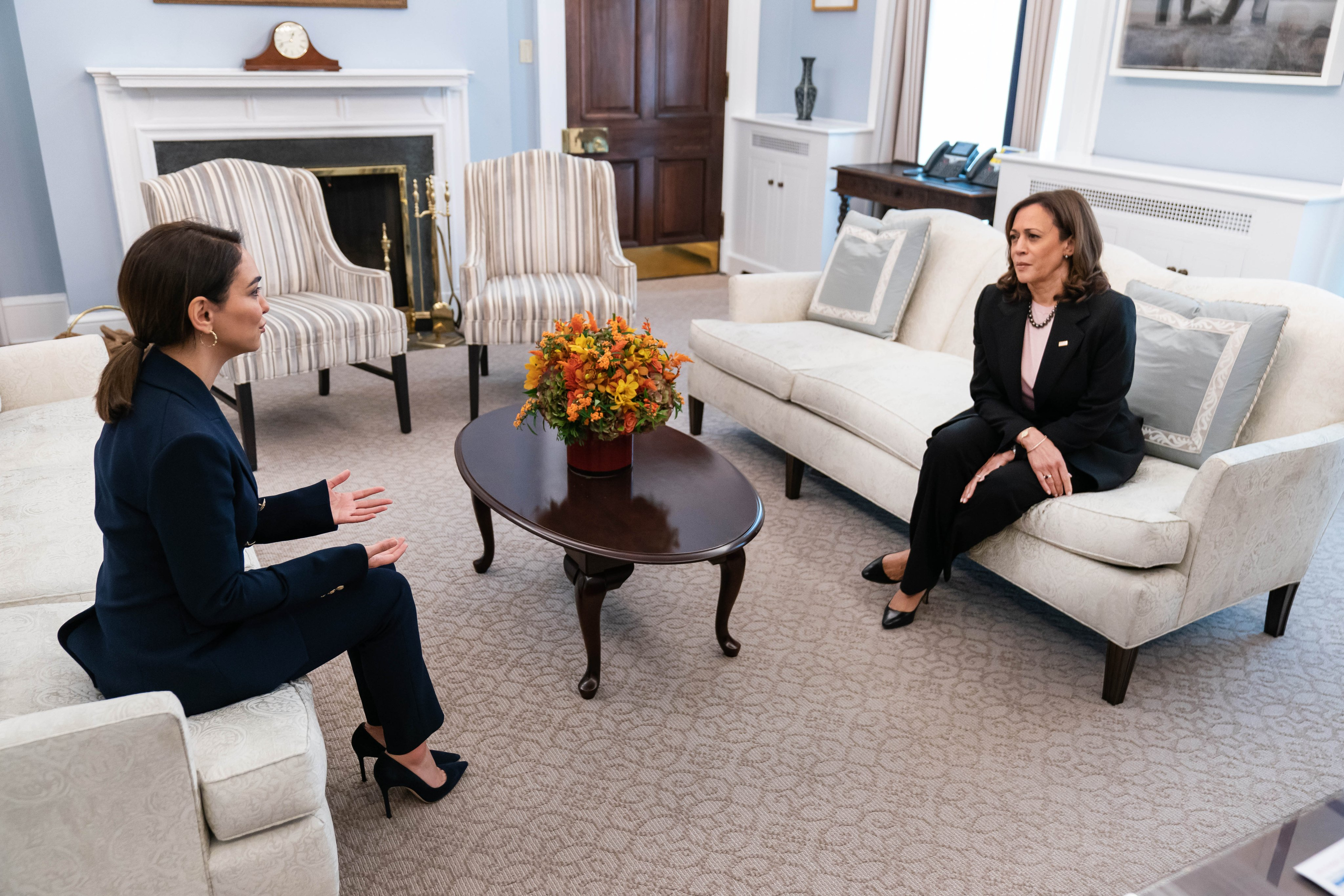
Nazanin Boniadi rozmawiała z Kamalą Harris o protestach w Iranie (2022)

Nazanin Boniadi (pers. ‏نازنین بنیادی‎, [nɑːzæˈniːn bonjɑːˈdiː]; ur. 22 maja 1980 w Teheranie) – brytyjsko-irańska aktorka i działaczka.
Boniadi była nominowana do nagrody NAACP Image (2008), Gildii Aktorów Ekranowych (2015) oraz  AACTA (2019).

## Kariera
W latach 2007–09 występowała jako Leyla Mir w operze mydlanej stacji ABC Szpital miejski. Swoją rolę powtórzyła także w serialu General Hospital: Night Shift (2007). W latach 2011–14 grała w serialu Homeland.
W 2016 roku wystąpiła jednej z głównych w filmie Ben-Hur.
Rok 2019 przyniósł jej m.in. jedną z głównych ról w filmie Hotel Mumbaj oraz niewielką rolę w obrazie Gorący temat, u boku m.in. Charlize Theron, Nicole Kidman i Margot Robbie.
Aktorka gra jedną z głównych ról w opartym na prozie Tolkiena serialu Władca Pierścieni: Pierścienie Władzy, produkowanym przez Amazon.

## Filmografia

### Filmy
| Rok  | Tytuł                             | Rola                 | Uwagi                |
| ---- | --------------------------------- | -------------------- | -------------------- |
| 2006 | Kal: Yesterday & Tomorrow         | Simmi                | krótkometr.          |
| 2007 | Gameface                          | Taylor               |                      |
| 2008 | Wojna Charliego Wilsona           | afgańska uchodźczyni | nieuwzgl. w napisach |
| 2008 | Iron Man                          | Amira Ahmed          | cameo                |
| 2009 | Diplomacy                         | irańska tłumaczka    | krótkometr.          |
| 2010 | Dla niej wszystko                 | Elaine               |                      |
| 2014 | Zakochana Shirin (Shirin in love) | Shirin               |                      |
| 2015 | Taniec pustyni                    | Parisa Ghaffarian    |                      |
| 2016 | Ben-Hur                           | Esther               |                      |
| 2016 | Pasażerowie                       | Wake-Up Hologram     | nieuwzgl. w napisach |
| 2018 | Hotel Mumbai                      | Zahra                |                      |
| 2019 | Gorący temat                      | Rudi Bakhtiar        |                      |

### Telewizja
| Rok        | Tytuł                                 | Rola           | Uwagi          |
| ---------- | ------------------------------------- | -------------- | -------------- |
| 2007       | The Game                              | Josie          | 2 odc.         |
| 2007       | General Hospital: Night Shift         | Leyla Mir      | 13 odc.        |
| 2007–2009  | Szpital miejski                       | Leyla Mir      | 119 odc.       |
| 2010       | The Deep End                          | Heather Mosson | 1 odc.         |
| 2010       | 24 godziny                            | Blondynka      | 2 odc.         |
| 2010       | Siostra Hawthorne                     | Aneesa Amara   | 1 odc.         |
| 2011       | W garniturach                         | Lauren Pearl   | 1 odc.         |
| 2011, 2014 | Jak poznałem waszą matkę              | Nora           | 10 odc.        |
| 2012       | CSI: Kryminalne zagadki Las Vegas     | Lauren         | 1 odc.         |
| 2012       | Best Friends Forever                  | Naya           | 2 odc.         |
| 2013       | Go On                                 | Hannah         | 1 odc.         |
| 2013       | Chirurdzy                             | Amrita         | 1 odc.         |
| 2013–2014  | Homeland                              | Fara Sherazi   | w gł. obsadzie |
| 2014       | Skandal                               | Adnan Salif    | 7 odc.         |
| 2017–2018  | Odpowiednik                           | Clare          | w gł. obsadzie |
| 2021       | Władca Pierścieni: Pierścienie Władzy | Bronwyn        | w gł. obsadzie |